# Fatal Portrait
Fatal Portrait es el álbum debut de la banda danesa de heavy metal King Diamond. Fue publicado en 1986 por la compañía discográfica Roadrunner Records con una sencilla carátula de un retrato.
El disco inicia con "The Candle", un pequeño relato de un espíritu que está atrapado en la llama de una vela que trata de escapar a toda costa.
Diamond muestra su esfuerzo como solista en un álbum de transición, todavía enraizadas en el doblado de metales pesados de su antiguo grupo Mercyful Fate, pero mostrando signos conceptuales y de teatro. En 1997 lanzó una versión remasterizada que contenía dos remixes.

## Sencillos

### No Presents for Christmas
El sencillo titulado "No Presents for Christmas" debutó el 25 de diciembre de 1985, que más tarde sería incluido como un bonus track en Fatal Portrait. Fue lanzado por Roadrunner Records en vinilo de 12" con las canciones "No Presents for Christmas" (4:19) y "Charon" (4:14).

### Halloween
El segundo sencillo titulado "Halloween" sería lanzado en 1986 en vinilo de 12" con las canciones "Halloween" (4:12), "The Candle" (6:38) y "The Lake" (4:11).

## Lista de canciones
| N.º | Título                 | Escritor(es)            | Duración |  |
| 1.  | «The Candle»           | King Diamond            | 6:38     |  |
| 2.  | «The Jonah»            | Diamond                 | 5:15     |  |
| 3.  | «The Portrait»         | Diamond                 | 5:06     |  |
| 4.  | «Dressed In White»     | Diamond                 | 3:09     |  |
| 5.  | «Charon»               | Diamond, Michael Denner | 4:14     |  |
| 6.  | «Lurking In The Dark»  | Diamond                 | 3:33     |  |
| 7.  | «Halloween»            | Diamond, Denner         | 4:12     |  |
| 8.  | «Voices From The Past» | Diamond                 | 1:29     |  |
| 9.  | «Haunted»              | Diamond, Denner         | 3:54     |  |

| Versión 1997 bonus track |                             |              |          |  |
| N.º                      | Título                      | Escritor(es) | Duración |  |
| 10.                      | «No Presents for Christmas» | Diamond      | 4:19     |  |
| 11.                      | «The Lake»                  | Diamond      | 4:11     |  |
| 41:55                    |                             |              |          |  |

## Integrantes
- King Diamond - vocalista
- Andy LaRocque - guitarrista
- Michael Denner - guitarrista
- Timi Hansen - bajista
- Mikkey Dee - baterista
- Roberto Falcao - teclista